# Elecciones municipales de Chile de 1960
Los resultados de la elección municipal de 1960 celebradas el 3 de abril en Chile favorecieron al Partido Radical. Las filas oficialistas, liberales y conservadores, experimentaron un resultado satisfactorio, siendo el bloque más fuerte, y se inicia el proceso de alza del Partido Demócrata Cristiano como fuerza relevante. 
Originalmente estas elecciones debían realizarse en 1959, pero producto de una reforma constitucional aprobada ese mismo año (Ley 13.296), el mandato de los regidores fue aumentado de tres a cuatro años y las elecciones fueron postergadas hasta 1960. Sin embargo, como la reforma también estableció que las elecciones municipales debían celebrarse dos años después de las elecciones parlamentarias, se estableció que de forma excepcional los regidores electos en 1960 durarían solo tres años en el cargo y que por tanto los siguientes comicios se llevarían a cabo en 1963.
El sorteo de las letras que identificaban a cada lista en la papeleta de votación se realizó en la Dirección del Registro Electoral el 7 de diciembre de 1959.

## Resultados
| Lista                                     | Partido                        | Sigla                       | Votos     | %?     | Reg.? | %?      | ± %? |
| ----------------------------------------- | ------------------------------ | --------------------------- | --------- | ------ | ----- | ------- | ---- |
| A                                         | Partido Conservador Unido      | PCU                         | 173 875   | 14,80% | 298   | 18,78 % |      |
| B                                         | Partido del Pueblo             | PP                          | 1651      | 0,14%  | 2     |         |      |
| C                                         | Movimiento Republicano         | MR                          | 1578      | 0,13%  | 0     |         |      |
| D                                         | Partido Liberal                | PL                          | 188 314   | 16,03% | 345   | 21,51 % |      |
| E                                         | Partido Nacional Popular       | PANAPO                      | 53 334    | 4,54%  | 54    |         |      |
| F                                         | Partido Demócrata              | PDa                         | 2245      | 0,19%  | 0     |         |      |
| G                                         | Partido Socialista Democrático | PSD                         | 9218      | 0,78%  | 0     |         |      |
| H                                         | Partido Democrático Popular    | PDP                         | 38 166    | 3,25%  | 35    |         |      |
| I                                         | Partido Socialista             | PS                          | 119 506   | 10,17% | 124   | 7,51 %  |      |
| J                                         | Unión Nacional                 | UN                          | 2819      | 0,24%  | 0     |         |      |
| K                                         | Partido Radical                | PR                          | 245 911   | 20,93% | 401   | 24,44 % |      |
| L                                         | Partido Demócrata Cristiano    | PDC                         | 171 503   | 14,60% | 196   | 12,22 % |      |
| M                                         | Partido del Trabajo            | PT                          | 1126      | 0,10%  | 1     |         |      |
| N                                         | Partido Democrático            | PDo                         | 25 705    | 2,19%  | 19    |         |      |
| Ñ                                         | Comandos Populares             | CP                          | 5819      | 0,50%  | 1     |         |      |
| O                                         | Partido Comunista              | PCCh                        | 112 251   | 9,56%  | 82    | 5,03 %  |      |
| P                                         | Partido Radical Doctrinario    | PRD                         | 2249      | 0,19%  | 0     |         |      |
| Q                                         | Independientes fuera de pacto  | Ind.                        | 19 846    | 1,65%  | 0     |         |      |
| Votos válidamente emitidos                | Votos válidamente emitidos     | Votos válidamente emitidos  | 1 174 616 |        |       |         |      |
| Votos en blanco y nulos                   | Votos en blanco y nulos        | Votos en blanco y nulos     | 54 387    |        |       |         |      |
| Total de sufragios emitidos               | Total de sufragios emitidos    | Total de sufragios emitidos | 1 229 503 | 100 %  |       |         |      |
| Fuente: Dirección del Registro Electoral. |                                |                             |           |        |       |         |      |

## Alcaldías 1960-1963

### Listado de alcaldes electos
Listado de alcaldes elegidos en las principales ciudades del país.
| Municipio | Municipio    | Alcalde electo                                           |
| --------- | ------------ | -------------------------------------------------------- |
|           | Arica        | Oscar Belmar Fuentealba Partido Radical                  |
|           | Iquique      | Francisco Gallo Partido Socialista                       |
|           | Calama       | Eduardo Delfín Corvera Partido Radical                   |
|           | Antofagasta  | Santiago Gajardo Peillard Partido Demócrata Cristiano    |
|           | Copiapó      | Orlando Poblete González Partido Radical                 |
|           | La Serena    | Jorge Martínez Castillo Partido Radical                  |
|           | Coquimbo     | Luis Aguilera Báez Partido Socialista                    |
|           | Rancagua     | Enrique Dintrans Ávila Partido Demócrata Cristiano       |
|           | Talca        | Galo Lavín Pradenas Partido Liberal                      |
|           | Concepción   | Guillermo Villafañe León Partido Radical                 |
|           | Temuco       | Ricardo Ferrando Keun Partido Demócrata Cristiano        |
|           | Valdivia     | Luis Damann Asenjo Partido Radical                       |
|           | Puerto Montt | Manuel Droguett Reyes Partido Demócrata Cristiano        |
|           | Coyhaique    | Héctor Cortés Castro Partido Socialista                  |
|           | Punta Arenas | Emilio Salles Thurler Partido Regionalista de Magallanes |

### Listado de alcaldes designados
De acuerdo al Art. 68 del Decreto Supremo Nº 1.472 del 24 de julio de 1941: "en las municipalidades de Santiago, Valparaíso y Viña del Mar, los alcaldes serán nombrados por el Presidente de la República y durarán en sus funciones igual período de tiempo que corresponde a la municipalidad".
| Municipio | Municipio    | Alcalde designado                                   |
| --------- | ------------ | --------------------------------------------------- |
|           | Viña del Mar | Gustavo Lorca Rojas Partido Liberal                 |
|           | Valparaíso   | Guillermo Winter Elizalde Partido Conservador Unido |
|           | Santiago     | Ramón Álvarez Goldsack Comandos Populares           |